# Laidlehope Burn
Der Laidlehope Burn ist ein Bach in den Scottish Borders, Schottland. Er entspringt im Wauchope Forest südlich des Laidlehope Head und fließt in südlicher Richtung bis zu seiner Mündung in den Roughley Burn.